# إيزابيل داون
إيزابيل داون (بالإنجليزية: Isabel Dawn)‏ هي كاتبة سيناريو وممثلة أمريكية، ولدت في 20 أكتوبر 1897 في إيفانسفيل في الولايات المتحدة، وتوفيت في 29 يونيو 1966 في لوس أنجلوس في الولايات المتحدة.

## وصلات خارجية
- إيزابيل داون على موقع IMDb (الإنجليزية)
- إيزابيل داون على موقع ألو سيني (الفرنسية)
- إيزابيل داون على موقع أول موفي (الإنجليزية)
- إيزابيل داون على موقع قاعدة بيانات برودواي على الإنترنت (الإنجليزية)
- إيزابيل داون على موقع قاعدة بيانات الأفلام السويدية (السويدية)
- إيزابيل داون على موقع قاعدة بيانات الفيلم (الإنجليزية)
- إيزابيل داون على موقع كينوبويسك (الروسية)